# Loncin Racing
Loncin Racing è un team motociclistico cinese.
Partecipa per la prima volta al motomondiale nel 2008 nella classe 125 grazie al supporto della Engines Engineering (azienda bolognese operante nel settore del design e la progettazione di moto), dove ha sede il team e viene sviluppato il prototipo.

## Storia
Nell'anno di esordio vengono ingaggiati due piloti di nazionalità francese: Alexis Masbou e Jules Cluzel, la stagione non è molto esaltante infatti vengono raccolti solo 4 punti (tutti da Alexis Masbou), il team si classifica quarto nel campionato costruttori, mentre Masbou è 28º nel campionato mondiale piloti (miglior risultato parziale 14° nel Gran Premio della Comunità Valenciana), non classificato Cluzel.
Nel 2009 viene affiancato al riconfermato Alexis Masbou il giapponese Tomoyoshi Koyama.
Questo sarà anche l'ultimo motomondiale per la Loncin, che si ritirerà a fine stagione, cedendo i progetti al team Lambretta Reparto Corse

## Risultati sportivi
I punti e il risultato finale si riferiscono alla classifica costruttori.
| Anno | Moto       | Gomme | Piloti         |     |    |     |     |     |    |     |     |    |     |    |    |     |    |     |     |     |    | Punti | Pos. |
| ---- | ---------- | ----- | -------------- | --- | -- | --- | --- | --- | -- | --- | --- | -- | --- | -- | -- | --- | -- | --- | --- | --- | -- | ----- | ---- |
| 2008 | Loncin 125 | D     | Jules Cluzel   | Rit | 17 | Rit | NP  |     | 23 | 20  | 16  | 18 | Rit | NE | 24 | 16  | 16 | Rit | Rit | 16  | 19 | 4     | 4º   |
| 2008 | Loncin 125 | D     | Alexis Masbou  | Rit | 21 | 20  | Rit | 15  | 27 | Rit | Rit | 23 | 20  | NE | 26 | Rit | 26 | 15  | Rit | Rit | 14 | 4     | 4º   |
| 2008 | Loncin 125 | D     | Gioele Pellino |     |    |     |     | Rit |    |     |     |    |     | NE |    |     |    |     |     |     |    | 4     | 4º   |

| Anno | Moto       | Gomme | Piloti           |    |    |     |     |     |     |     |    |     |     |    |     |     |     |    |     |     |  | Punti | Pos. |
| ---- | ---------- | ----- | ---------------- | -- | -- | --- | --- | --- | --- | --- | -- | --- | --- | -- | --- | --- | --- | -- | --- | --- |  | ----- | ---- |
| 2009 | Loncin 125 | D     | Tomoyoshi Koyama | 27 | 12 | Rit | Rit | Rit | 17  | Rit | NE | 10  | 11  | 21 | 14  | Rit | Rit | 21 | Rit | 20  |  | 17    | 5º   |
| 2009 | Loncin 125 | D     | Alexis Masbou    | 26 | 21 | Rit | Rit | Rit | Rit | Rit | NE | Rit | Rit | 24 | Rit |     |     |    |     |     |  | 17    | 5º   |
| 2009 | Loncin 125 | D     | Jakub Kornfeil   |    |    |     |     |     |     |     | NE |     |     |    |     | 28  | 25  | 23 | 19  | Rit |  | 17    | 5º   |

| Legenda | 1º posto        | 2º posto            | 3º posto            | A punti      | Senza punti        | Grassetto – Pole position Corsivo – Giro più veloce |
| Legenda | Gara non valida | Non qual./Non part. | Ritirato/Non class. | Squalificato | '-' Dato non disp. | Grassetto – Pole position Corsivo – Giro più veloce |